# Nicaragua világörökségi helyszínei
Nicaragua területéről eddig két helyszín került fel a világörökségi listára, öt helyszín a javaslati listán várakozik a felvételre.
| | León Viejo |
| 2000 |            |
| Kulturális (III)(IV) |            |
| Védett terület: 31,87 ha, hivatkozás: 613 |            |
| León Viejo volt az amerikai kontinens egyik legrégebbi települése. Az 1524-ben alapított város romjai a mai Leóntól harminc kilométerre, a Xolotlán-tó partján helyezkednek el. A támaszpontként funkcionáló települést Francisco Hernández de Córdoba alapította a chorotega indiánok területén. Fejlődésének csúcspontját 1545 körül érte el, de spanyol eredetű lakosainak száma ekkor sem haladta meg a kétszáz főt. A hálós alaprajú várost sok más latin-amerikai településhez hasonlóan egy központi tér köré építették, és nagy részben fából, bambuszból és agyagból készült házakból állt. A közeli Momotombo vulkán 1578-as kitörése után sokan elhagyták, majd egy 1610-ben bekövetkezett földrengés következtében elnéptelenedett. Napjainkra épületeinek csak alapjai maradtak fenn. A területen 1968 óta folytatnak ásatásokat, a feltárások során eddig többek között a királyi öntöde, a székesegyház és a La Merced-kolostor maradványait azonosították. |            |

| | Leóni székesegyház |
| 2011 |                    |
| Kulturális ()()() |                    |
| Védett terület: 0,77 ha, puffer zóna: 28,71 ha, hivatkozás: 1236 |                    |
| Az 1747-ben elkezdett és a 19. század elején befejezett leóni székesegyház a latin-amerikai gyarmati építészet egyik jelentős alkotása építészetileg átmenetet képez a késő barokk és a klasszicizmus között. A leóni egyházmegyéhez tartozó épület csaknem teljesen megőrizte eredeti formáját, és bár kisebb restaurálásra szorul, nagyobb átépítések, változtatások nem történtek rajta. A guatemalai származású Diego José de Porres Esquivel tervei alapján emelt épületen összefonódnak a spanyol művészet és a helyi hagyományok díszítőelemei. A templom négyszögletes alaprajza spanyol eredetű, többi részére az európai barokk túlzó és a klasszicizmus visszafogott stílusjegyeinek helyi értelmezése jellemző. A széles, nem túl magas homlokzat, a belső és külső díszítés és a gyakori földrengések miatti viszonylag alacsony és széles tornyok helyi eredetűek. Jól megvilágított belső tere a szentély mennyezetét leszámítva viszonylag egyszerű díszítésű. A templom kincsei közé tartozik egy flamand eredetű fából faragott oltár és a nicaraguai művész, Antonio Sarria 14 stációt ábrázoló festményei a 20. század fordulójáról. |                    |

## Javasolt helyszínek
| Megnevezés                             | Kép | Típus      | Kritérium | Év   | Link |
| -------------------------------------- | --- | ---------- | --------- | ---- | ---- |
| Granada város és természeti környezete |     | Vegyes     | -         | 2003 | 1819 |
| Szeplőtelen Fogantatás-erőd            |     | Vegyes     | -         | 1995 | 484  |
| Miskitos Keys Természetvédelmi terület |     | Természeti | -         | 1995 | 485  |
| Bosawas Természetvédelmi Terület       |     | Természeti | -         | 1995 | 486  |
| Masaya Vulkán Nemzeti Park             |     | Természeti | -         | 1995 | 487  |